# There Goes Kelly
There Goes Kelly is een Amerikaanse filmkomedie uit 1945 onder regie van Phil Karlson.

## Verhaal
Twee jongens werken als piccolo bij een radio-omroep. Ze doen hun best om een auditie te regelen voor een meisje dat graag zangeres wil worden. Wanneer de vedette van de zender wordt vermoord, besluiten de jongens de misdaad zelf op te lossen.

## Rolverdeling
| Acteur          | Personage           |
| --------------- | ------------------- |
| Jackie Moran    | Jimmy Kelly         |
| Wanda McKay     | Anne Mason          |
| Sidney Miller   | Sammy Cohn          |
| Ralph Sanford   | Marty Phillips      |
| Dewey Robinson  | Rechercheur Delaney |
| Jan Wiley       | Rita Wilson         |
| Anthony Warde   | Bob Farrell         |
| Harry Depp      | J.B. Hastings       |
| George Eldredge | John Quigley        |
| Edward Emerson  | Martin              |
| Gladys Blake    | Stella              |
| Jon Gilbreath   | Tex Barton          |
| Pat Gleason     | Pringle             |
| Donald Kerr     | Bowers              |
| Charles Jordan  | Wallis              |